# Φ
Fi (maiúscula Φ, minúsculas φ ou ϕ; em grego:  φι, transl.: phi) é a vigésima-primeira letra do alfabeto grego. No sistema numérico grego vale 500. No modo matemático do sistema  LaTeX, é representada por {\displaystyle \Phi } e {\displaystyle \phi }. No grego antigo transcreve uma consoante aspirada consoante bilabial surda /pʰ/; no grego moderno transcreve a fricativa labiodental surda /f/.

## Usos
- No sistema internacional de unidades (SI)[1] φ representa a fração volumétrica, informalmente notada como ("V/V").
- Em engenharia elétrica, o φ minúsculo representa o ângulo de fase entre corrente e tensão, que determina o fator de potência de um circuito elétrico linear.
- Em termologia, o Φ (maiúsculo) é usado para representar o fluxo de calor.
- φ (minúscula) é utilizada como logo representativo da filosofia.
- Em Lacan, a letra Φ representa o falo simbólico enquanto que - φ (minúscula) representa a castração.
- Em matemática, a letra φ representa a proporção áurea (É uma constante matemática que descreve uma reta dividida em a e b, cuja razão entre a porção mais longa pela mais curta é igual o valor da divisão da reta pela porção mais longa, valor este que é de aprox. 1,618...).
- Em navegação representa a latitude.[2]
- Eventualmente usada na composição do símbolo da engenharia florestal[3]
- Usada para representar a sequência de Fibonacci φn
- φ é o símbolo do movimento  França Insubmissa  (em francês, La France insoumise), criado para a candidatura de Jean-Luc Mélenchon na eleição presidencial francesa de 2017. Segundo Mélenchon, tal escolha se deveu ao fato de a abreviatura do nome do movimento (FI) ser pronunciada da mesma forma que o nome da letra Phi, que também é usada como abreviação da palavra filosofia (em grego, 'amor à sabedoria') e como símbolo da proporção áurea, a qual sugere a ideia de harmonia entre os humanos e entre estes e a Natureza.[4].

## Classificação
- Alfabeto = Alfabeto grego
- Fonética = /ph/, letra p aspirada, dígrafo ph do latim.